# Aleksy Romanow (1875–1895)
Aleksy Michajłowicz Romanow (ros. Алексей Михайлович Романов; ur. 16 (28) grudnia 1875 w Tyfilisie, zm. 17 lutego (2 marca) 1895 w San Remo) – wielki książę Rosji.
Był wnukiem cesarza Mikołaja I, szóstym, najmłodszym synem (siódmym dzieckiem) wielkiego księcia Michała Mikołajewicza i jego żony Cecylii Augusty Badeńskiej (Olgi Fiodorowny), córki Leopolda Badeńskiego.
Urodził się na Kaukazie, gdzie pracował jego ojciec. Od urodzenia był tytularnym dowódcą 161 aleksandropolskiego pułku piechoty i od chrztu – kawalerem kilku orderów. W 1881 roku wraz z rodziną przeprowadził się do  stolicy. Zmiana ta nie wyszła mu na dobre, od tego momentu zaczął chorować. W pewnym momencie zachorował na gruźlicę, co w tamtym okresie było niemal jednoznaczne z wyrokiem śmierci.
Przedsięwziął podróż do Włoch, licząc na zalety cieplejszego klimatu. Kuracja nie przynosiła oczekiwanych skutków, może dlatego, że wbrew radom lekarzy i części rodziny, a za przyzwoleniem ojca, brał udział w kursie morskim. Po jednym ze sztormów wdało się jeszcze zapalenie płuc, które było bezpośrednią przyczyną zgonu. Zmarł w San Remo nie mając nawet 20 lat, nie realizując planów kariery w marynarce wojennej. Był kawalerem.
28 lutego (13 marca) został pochowany w Soborze Piotropawłowskim w Sankt-Petersburgu